# Fontivillié
Fontivillié is een fusiegemeente (commune nouvelle) in het Franse departement Deux-Sèvres (regio Nouvelle-Aquitaine). De plaats maakt deel uit van het arrondissement Niort. Fontivillié is op 1 januari 2019 ontstaan door de fusie van de gemeenten Chail en Sompt. 

## Demografie
Onderstaande figuur toont het verloop van het inwonertal (bron: INSEE-tellingen).
Fontivillié telde in 2017 3591 inwoners.